# David C. Lane
David Christopher Lane (* 29. April 1956 in Burbank bei Los Angeles, Kalifornien) ist ein US-amerikanischer  Religionswissenschaftler. Er lehrt Philosophie und Soziologie, seine Spezialgebiete sind Sekten, neue religiöse Bewegungen und sogenannte Gurus.

## Schriften (Auswahl)
- Making of a Spiritual Movement (1978).
- The Radhasoami Tradition (1992).
- The Unknowing Sage (1993).
- The Making of a Spiritual Movement: The Untold Story of Paul Twitchell and Eckankar (1993).
- Exposing Cults (1994).
- The Strange Case of Franklin Jones (1995).
- The Enchanted Land (1995).
- Scott Lowe, David Christopher Lane: DA : the strange case of Franklin Jones. MSAC Philosophy Group, Walnut, Calif. 1996, ISBN 978-1-56543-054-9.

| Personendaten    | Personendaten                              |
| ---------------- | ------------------------------------------ |
| NAME             | Lane, David C.                             |
| ALTERNATIVNAMEN  | Lane, David Christopher                    |
| KURZBESCHREIBUNG | US-amerikanischer Religionswissenschaftler |
| GEBURTSDATUM     | 29. April 1956                             |
| GEBURTSORT       | Burbank (Los Angeles County), Kalifornien  |